# 3,3-Dimethylbutan-2-ol
3,3-Dimethylbutan-2-ol (auch Pinakolylalkohol) ist eine organische Verbindung aus der Gruppe der Alkohole.

## Herstellung
3,3-Dimethylbutan-2-ol kann durch Reduktion von Pinakolon mit Tetrabutylammoniumborhydrid in Chloroform hergestellt werden. Eine Alternative ist die Reduktion von Pinakolon mit Diboran. In Gegenwart eines chiralen Aminoalkohols als Auxiliar ist so auch eine enantioselektive Reduktion möglich.

## Verwendung und Regulierung
3,3-Dimethylbutan-2-ol wird insbesondere zur Herstellung des chemischen Kampfstoffs Soman verwendet und hat kaum andere Anwendungen. Als Vorläuferchemikalie steht es auf der Liste 2 der Chemiewaffenkonvention. Es entsteht auch beim Abbau von Soman.

## Toxizität
In einer Studie an Ratten wurde bei Inhalation von 3,3-Dimethylbutan-2-ol nur eine geringe chronische Toxizität festgestellt. Teilweise traten Haarausfall, Ataxie und Tränenreizung auf; bei höheren Dosen auch Vergrößerung von Leber und Eierstöcken sowie leichte Nierenschäden.

## Nachweis
Ein Nachweis gelingt nach Derivatisierung mit Phenyldimethylsilylchlorid in Gegenwart von N-Methylimidazol durch Gaschromatographie mit Massenspektrometrie.

## Externe Links zu erwähnten Verbindungen
1. ↑  Externe Identifikatoren von bzw. Datenbank-Links zu Phenyldimethylsilylchlorid:  CAS-Nr.: 768-33-2, EG-Nr.: 212-193-0, ECHA-InfoCard: 100.011.084, PubChem: 13029, Wikidata: Q63409352.